# HD140589
HD140589 — хімічно пекулярна зоря спектрального класу A2, що має видиму зоряну величину в смузі V приблизно  9,7.
Вона  розташована на відстані близько 2363,5 світлових років від Сонця.